# Animal (album)
Animal is het debuutstudioalbum van de Amerikaanse artiest Ke$ha dat na haar succesvolle eerste single, TiK ToK uit 2009, uitkwam op 5 januari 2010.Ze heeft wereldwijd meer dan 2 miljoen album verkocht.

## Achtergrond
Het opnemen van het album heeft meer dan zeven jaar geduurd en de zangeres schreef meer dan 200 liedjes.
Het thema van het album is om het leven niet te serieus te nemen.
De eerste single, Tik Tok klom in tien landen naar de nummer 1-positie en nam in veel andere landen plaats in op de top tien.
Meteen nadat het album uitkwam stond het in de Verenigde Staten en Canada op nummer 3, en de tweede single van het album Blah Blah Blah stond meteen op nummer 7. Als 3de en 4de single werden voor Your Love Is My Drug & Take It Off gekozen. Ook zijn er op het internet videoclips verschenen voor Animal & Stephen. Deze werden geen single.

## Singles
- TiK ToK was de eerste single van Animal. Het behaalde de vierde plaats in de vlaamse ultratop.
- Blah Blah Blah werd uitgekozen als tweede single en dit was een samenwerking met 3OH!3
- Your Love Is My Drug is de derde single. In de videoclip zien we haar achtervolgd worden door een geliefde van haar in de woestijn.
- Take It Off werd de laatste single van Animal.

### Hitnoteringen in Nederland/Vlaanderen
| Single met eventuele hitnotering(en) in de Nederlandse Top 40 | Datum van verschijnen | Datum van binnenkomst | Hoogste positie | Aantal weken | Opmerkingen                                        |
| ------------------------------------------------------------- | --------------------- | --------------------- | --------------- | ------------ | -------------------------------------------------- |
| Tik tok                                                       | 2009                  | 31-10-2009            | 2               | 23           | #6 in de Single Top 100                            |
| Blah blah blah                                                | 2010                  | 20-02-2010            | 32              | 5            | met 3OH!3 / #72 in de Single Top 100 / Alarmschijf |
| Your love is my drug                                          | 2010                  | 08-05-2010            | 22              | 8            | #51 in de Single Top 100 / Alarmschijf             |
| Take it off                                                   | 2010                  | 18-09-2010            | 21              | 7            | #44 in de Single Top 100                           |

| Single met hitnotering(en) in de Vlaamse Ultratop 50 | Datum van verschijnen | Datum van binnenkomst | Hoogste positie | Aantal weken | Opmerkingen |
| ---------------------------------------------------- | --------------------- | --------------------- | --------------- | ------------ | ----------- |
| Tik tok                                              | 2009                  | 24-10-2009            | 4               | 31           | Goud        |
| Blah blah blah                                       | 2010                  | 20-04-2010            | 43              | 3            | met 3OH!3   |
| Your love is my drug                                 | 2010                  | 05-06-2010            | 27              | 10           |             |
| Take it off                                          | 2010                  | 11-09-2010            | 22              | 11           |             |

## Tracklist
| Track | Titel                         | Schrijver(s)                                       | Duur |
| ----- | ----------------------------- | -------------------------------------------------- | ---- |
| 1     | Your Love Is My Drug          | Kesha Sebert, Pebe Sebert, Joshua Coleman          | 3:06 |
| 2     | TiK ToK                       | K. Sebert, Lukasz Gottwald, Benjamin Levin         | 3:19 |
| 3     | Take It Off                   | K. Sebert, Gottwald, Claude Kelly                  | 3:35 |
| 4     | Kiss n Tell                   | K. Sebert, Gottwald, Max Martin, Shellback         | 3:27 |
| 5     | Stephen                       | K. Sebert, David Gamson, P. Sebert, Oliver Leiber  | 3:32 |
| 6     | Blah Blah Blah (feat. 3OH!3)  | K. Sebert, Levin, Neon Hitch, Sean Foreman         | 2:52 |
| 7     | Hungover                      | K. Sebert, Gottwald, Martin, Shellback             | 3:52 |
| 8     | Party at a Rich Dude's House  | K. Sebert, Shellback, Levin                        | 2:55 |
| 9     | Backstabber                   | K. Sebert, Gamson, Marc Nelkin, Jon Ingoldsby      | 3:06 |
| 10    | Blind                         | K. Sebert, Gottwald, Levin, Coleman                | 3:17 |
| 11    | D.I.N.O.S.A.U.R.              | K. Sebert, Martin, Shellback                       | 2:55 |
| 12    | Dancing with Tears in My Eyes | K. Sebert, Gottwald, Levin, Greg Kurstin           | 3:29 |
| 13    | Boots & Boys                  | K. Sebert, Tom Neville, Olivia Nervo, Miriam Nervo | 2:56 |
| 14    | Animal                        | K. Sebert, Gottwald, Kurstin, P. Sebert            | 3:57 |

## Hitnotering

### NederlandseAlbum Top 100
| Hitnotering: (Week 1 t/m 4) 23-01-2010 t/m 13-02-2010 Hitnotering: (Week 5 t/m 11) 27-02-2010 t/m 10-04-2010 Hitnotering: (Week 12) 08-05-2010 / Hitnotering: (Week 13) 12-06-2010 | Hitnotering: (Week 1 t/m 4) 23-01-2010 t/m 13-02-2010 Hitnotering: (Week 5 t/m 11) 27-02-2010 t/m 10-04-2010 Hitnotering: (Week 12) 08-05-2010 / Hitnotering: (Week 13) 12-06-2010 | Hitnotering: (Week 1 t/m 4) 23-01-2010 t/m 13-02-2010 Hitnotering: (Week 5 t/m 11) 27-02-2010 t/m 10-04-2010 Hitnotering: (Week 12) 08-05-2010 / Hitnotering: (Week 13) 12-06-2010 | Hitnotering: (Week 1 t/m 4) 23-01-2010 t/m 13-02-2010 Hitnotering: (Week 5 t/m 11) 27-02-2010 t/m 10-04-2010 Hitnotering: (Week 12) 08-05-2010 / Hitnotering: (Week 13) 12-06-2010 | Hitnotering: (Week 1 t/m 4) 23-01-2010 t/m 13-02-2010 Hitnotering: (Week 5 t/m 11) 27-02-2010 t/m 10-04-2010 Hitnotering: (Week 12) 08-05-2010 / Hitnotering: (Week 13) 12-06-2010 | Hitnotering: (Week 1 t/m 4) 23-01-2010 t/m 13-02-2010 Hitnotering: (Week 5 t/m 11) 27-02-2010 t/m 10-04-2010 Hitnotering: (Week 12) 08-05-2010 / Hitnotering: (Week 13) 12-06-2010 | Hitnotering: (Week 1 t/m 4) 23-01-2010 t/m 13-02-2010 Hitnotering: (Week 5 t/m 11) 27-02-2010 t/m 10-04-2010 Hitnotering: (Week 12) 08-05-2010 / Hitnotering: (Week 13) 12-06-2010 | Hitnotering: (Week 1 t/m 4) 23-01-2010 t/m 13-02-2010 Hitnotering: (Week 5 t/m 11) 27-02-2010 t/m 10-04-2010 Hitnotering: (Week 12) 08-05-2010 / Hitnotering: (Week 13) 12-06-2010 | Hitnotering: (Week 1 t/m 4) 23-01-2010 t/m 13-02-2010 Hitnotering: (Week 5 t/m 11) 27-02-2010 t/m 10-04-2010 Hitnotering: (Week 12) 08-05-2010 / Hitnotering: (Week 13) 12-06-2010 | Hitnotering: (Week 1 t/m 4) 23-01-2010 t/m 13-02-2010 Hitnotering: (Week 5 t/m 11) 27-02-2010 t/m 10-04-2010 Hitnotering: (Week 12) 08-05-2010 / Hitnotering: (Week 13) 12-06-2010 | Hitnotering: (Week 1 t/m 4) 23-01-2010 t/m 13-02-2010 Hitnotering: (Week 5 t/m 11) 27-02-2010 t/m 10-04-2010 Hitnotering: (Week 12) 08-05-2010 / Hitnotering: (Week 13) 12-06-2010 | Hitnotering: (Week 1 t/m 4) 23-01-2010 t/m 13-02-2010 Hitnotering: (Week 5 t/m 11) 27-02-2010 t/m 10-04-2010 Hitnotering: (Week 12) 08-05-2010 / Hitnotering: (Week 13) 12-06-2010 | Hitnotering: (Week 1 t/m 4) 23-01-2010 t/m 13-02-2010 Hitnotering: (Week 5 t/m 11) 27-02-2010 t/m 10-04-2010 Hitnotering: (Week 12) 08-05-2010 / Hitnotering: (Week 13) 12-06-2010 | Hitnotering: (Week 1 t/m 4) 23-01-2010 t/m 13-02-2010 Hitnotering: (Week 5 t/m 11) 27-02-2010 t/m 10-04-2010 Hitnotering: (Week 12) 08-05-2010 / Hitnotering: (Week 13) 12-06-2010 | Hitnotering: (Week 1 t/m 4) 23-01-2010 t/m 13-02-2010 Hitnotering: (Week 5 t/m 11) 27-02-2010 t/m 10-04-2010 Hitnotering: (Week 12) 08-05-2010 / Hitnotering: (Week 13) 12-06-2010 | Hitnotering: (Week 1 t/m 4) 23-01-2010 t/m 13-02-2010 Hitnotering: (Week 5 t/m 11) 27-02-2010 t/m 10-04-2010 Hitnotering: (Week 12) 08-05-2010 / Hitnotering: (Week 13) 12-06-2010 | Hitnotering: (Week 1 t/m 4) 23-01-2010 t/m 13-02-2010 Hitnotering: (Week 5 t/m 11) 27-02-2010 t/m 10-04-2010 Hitnotering: (Week 12) 08-05-2010 / Hitnotering: (Week 13) 12-06-2010 | Hitnotering: (Week 1 t/m 4) 23-01-2010 t/m 13-02-2010 Hitnotering: (Week 5 t/m 11) 27-02-2010 t/m 10-04-2010 Hitnotering: (Week 12) 08-05-2010 / Hitnotering: (Week 13) 12-06-2010 |
| Week: | 1 | 2 | 3 | 4 | | 5 | 6 | 7 | 8 | 9 | 10 | 11 | | 12 | | 13 | |
| --- | --- | --- | --- | --- | --- | --- | --- | --- | --- | --- | --- | --- | --- | --- | --- | --- | --- |
| Positie: | 52 | 75 | 82 | 95 | uit | 90 | 91 | 79 | 79 | 86 | 93 | 100 | uit | 98 | uit | 96 | uit |

### VlaamseUltratop 100Albums
| Hitnotering: (Week 1 t/m 20) 23-01-2010 t/m 05-06-2010 Hitnotering: (Week 21 t/m 23) 19-06-2010 t/m 03-07-2010 Hitnotering: (Week 24) 17-07-2010 Hitnotering: (Week 25) 31-07-2010 Hitnotering: (Week 26) 18-09-2010 Hitnotering: (Week 27 t/m 28) 04-12-2010 t/m 11-12-2010 | Hitnotering: (Week 1 t/m 20) 23-01-2010 t/m 05-06-2010 Hitnotering: (Week 21 t/m 23) 19-06-2010 t/m 03-07-2010 Hitnotering: (Week 24) 17-07-2010 Hitnotering: (Week 25) 31-07-2010 Hitnotering: (Week 26) 18-09-2010 Hitnotering: (Week 27 t/m 28) 04-12-2010 t/m 11-12-2010 | Hitnotering: (Week 1 t/m 20) 23-01-2010 t/m 05-06-2010 Hitnotering: (Week 21 t/m 23) 19-06-2010 t/m 03-07-2010 Hitnotering: (Week 24) 17-07-2010 Hitnotering: (Week 25) 31-07-2010 Hitnotering: (Week 26) 18-09-2010 Hitnotering: (Week 27 t/m 28) 04-12-2010 t/m 11-12-2010 | Hitnotering: (Week 1 t/m 20) 23-01-2010 t/m 05-06-2010 Hitnotering: (Week 21 t/m 23) 19-06-2010 t/m 03-07-2010 Hitnotering: (Week 24) 17-07-2010 Hitnotering: (Week 25) 31-07-2010 Hitnotering: (Week 26) 18-09-2010 Hitnotering: (Week 27 t/m 28) 04-12-2010 t/m 11-12-2010 | Hitnotering: (Week 1 t/m 20) 23-01-2010 t/m 05-06-2010 Hitnotering: (Week 21 t/m 23) 19-06-2010 t/m 03-07-2010 Hitnotering: (Week 24) 17-07-2010 Hitnotering: (Week 25) 31-07-2010 Hitnotering: (Week 26) 18-09-2010 Hitnotering: (Week 27 t/m 28) 04-12-2010 t/m 11-12-2010 | Hitnotering: (Week 1 t/m 20) 23-01-2010 t/m 05-06-2010 Hitnotering: (Week 21 t/m 23) 19-06-2010 t/m 03-07-2010 Hitnotering: (Week 24) 17-07-2010 Hitnotering: (Week 25) 31-07-2010 Hitnotering: (Week 26) 18-09-2010 Hitnotering: (Week 27 t/m 28) 04-12-2010 t/m 11-12-2010 | Hitnotering: (Week 1 t/m 20) 23-01-2010 t/m 05-06-2010 Hitnotering: (Week 21 t/m 23) 19-06-2010 t/m 03-07-2010 Hitnotering: (Week 24) 17-07-2010 Hitnotering: (Week 25) 31-07-2010 Hitnotering: (Week 26) 18-09-2010 Hitnotering: (Week 27 t/m 28) 04-12-2010 t/m 11-12-2010 | Hitnotering: (Week 1 t/m 20) 23-01-2010 t/m 05-06-2010 Hitnotering: (Week 21 t/m 23) 19-06-2010 t/m 03-07-2010 Hitnotering: (Week 24) 17-07-2010 Hitnotering: (Week 25) 31-07-2010 Hitnotering: (Week 26) 18-09-2010 Hitnotering: (Week 27 t/m 28) 04-12-2010 t/m 11-12-2010 | Hitnotering: (Week 1 t/m 20) 23-01-2010 t/m 05-06-2010 Hitnotering: (Week 21 t/m 23) 19-06-2010 t/m 03-07-2010 Hitnotering: (Week 24) 17-07-2010 Hitnotering: (Week 25) 31-07-2010 Hitnotering: (Week 26) 18-09-2010 Hitnotering: (Week 27 t/m 28) 04-12-2010 t/m 11-12-2010 | Hitnotering: (Week 1 t/m 20) 23-01-2010 t/m 05-06-2010 Hitnotering: (Week 21 t/m 23) 19-06-2010 t/m 03-07-2010 Hitnotering: (Week 24) 17-07-2010 Hitnotering: (Week 25) 31-07-2010 Hitnotering: (Week 26) 18-09-2010 Hitnotering: (Week 27 t/m 28) 04-12-2010 t/m 11-12-2010 | Hitnotering: (Week 1 t/m 20) 23-01-2010 t/m 05-06-2010 Hitnotering: (Week 21 t/m 23) 19-06-2010 t/m 03-07-2010 Hitnotering: (Week 24) 17-07-2010 Hitnotering: (Week 25) 31-07-2010 Hitnotering: (Week 26) 18-09-2010 Hitnotering: (Week 27 t/m 28) 04-12-2010 t/m 11-12-2010 | Hitnotering: (Week 1 t/m 20) 23-01-2010 t/m 05-06-2010 Hitnotering: (Week 21 t/m 23) 19-06-2010 t/m 03-07-2010 Hitnotering: (Week 24) 17-07-2010 Hitnotering: (Week 25) 31-07-2010 Hitnotering: (Week 26) 18-09-2010 Hitnotering: (Week 27 t/m 28) 04-12-2010 t/m 11-12-2010 | Hitnotering: (Week 1 t/m 20) 23-01-2010 t/m 05-06-2010 Hitnotering: (Week 21 t/m 23) 19-06-2010 t/m 03-07-2010 Hitnotering: (Week 24) 17-07-2010 Hitnotering: (Week 25) 31-07-2010 Hitnotering: (Week 26) 18-09-2010 Hitnotering: (Week 27 t/m 28) 04-12-2010 t/m 11-12-2010 | Hitnotering: (Week 1 t/m 20) 23-01-2010 t/m 05-06-2010 Hitnotering: (Week 21 t/m 23) 19-06-2010 t/m 03-07-2010 Hitnotering: (Week 24) 17-07-2010 Hitnotering: (Week 25) 31-07-2010 Hitnotering: (Week 26) 18-09-2010 Hitnotering: (Week 27 t/m 28) 04-12-2010 t/m 11-12-2010 | Hitnotering: (Week 1 t/m 20) 23-01-2010 t/m 05-06-2010 Hitnotering: (Week 21 t/m 23) 19-06-2010 t/m 03-07-2010 Hitnotering: (Week 24) 17-07-2010 Hitnotering: (Week 25) 31-07-2010 Hitnotering: (Week 26) 18-09-2010 Hitnotering: (Week 27 t/m 28) 04-12-2010 t/m 11-12-2010 | Hitnotering: (Week 1 t/m 20) 23-01-2010 t/m 05-06-2010 Hitnotering: (Week 21 t/m 23) 19-06-2010 t/m 03-07-2010 Hitnotering: (Week 24) 17-07-2010 Hitnotering: (Week 25) 31-07-2010 Hitnotering: (Week 26) 18-09-2010 Hitnotering: (Week 27 t/m 28) 04-12-2010 t/m 11-12-2010 | Hitnotering: (Week 1 t/m 20) 23-01-2010 t/m 05-06-2010 Hitnotering: (Week 21 t/m 23) 19-06-2010 t/m 03-07-2010 Hitnotering: (Week 24) 17-07-2010 Hitnotering: (Week 25) 31-07-2010 Hitnotering: (Week 26) 18-09-2010 Hitnotering: (Week 27 t/m 28) 04-12-2010 t/m 11-12-2010 | Hitnotering: (Week 1 t/m 20) 23-01-2010 t/m 05-06-2010 Hitnotering: (Week 21 t/m 23) 19-06-2010 t/m 03-07-2010 Hitnotering: (Week 24) 17-07-2010 Hitnotering: (Week 25) 31-07-2010 Hitnotering: (Week 26) 18-09-2010 Hitnotering: (Week 27 t/m 28) 04-12-2010 t/m 11-12-2010 |     |
| Week: | 1 | 2 | 3 | 4 | 5 | 6 | 7 | 8 | 9 | 10 | 11 | 12 | 13 | 14 | 15 | 16 | 17 |     |
| --- | --- | --- | --- | --- | --- | --- | --- | --- | --- | --- | --- | --- | --- | --- | --- | --- | --- | --- |
| Positie: | 75 | 39 | 45 | 60 | 54 | 32 | 69 | 65 | 61 | 52 | 57 | 63 | 52 | 47 | 68 | 76 | 96 |     |
| Week: | 18 | 19 | 20 | | 21 | 22 | 23 | | 24 | | 25 | | 26 | | 27 | 28 | 29 |     |
| Positie: | 76 | 99 | 94 | uit | 89 | 82 | 82 | uit | 96 | uit | 95 | uit | 88 | uit | 85 | 91 | uit | 100 |